# Stellan Nilsson
Stellan Nilsson (* 22. Mai 1922 in Lund; † 27. Mai 2003) war ein schwedischer Fußballspieler. Der Mittelfeldspieler, der zum Kader der schwedischen Nationalmannschaft gehörte, die Olympiagold gewann, holte mit Malmö FF jeweils dreimal den Landesmeistertitel und den Landespokal.

## Werdegang
Nilsson spielte bereits in der Jugend bei Malmö FF. 1940 rückte er als 18-Jähriger in die Männermannschaft des Klubs auf, bei dem er sich in der Folge an der Seite von Kjell Rosén, Börje Tapper, Erik Nilsson und Helge Bengtsson in der Mannschaft etablierte. Der erste Erfolg gelang in der Spielzeit 1943/44, als er mit der Mannschaft einerseits der Von-Rosens-Pokal für den schwedischen Landesmeistertitel holte und andererseits nach einem 4:3-Erfolg gegen IFK Norrköping den Svenska Cupen gewann. Dabei spielte er sich in die schwedische Nationalmannschaft, in der er am 3. Oktober 1943 beim 1:1-Unentschieden gegen die finnische Nationalmannschaft an der Seite von Sune Andersson und Gunnar Nordahl debütierte.

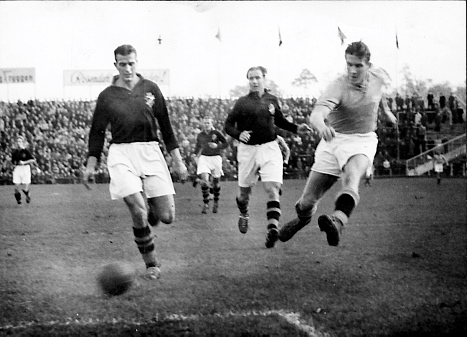
Nilsson beim Torschuss

In den folgenden Jahren spielte Nilsson regelmäßig mit dem Klub um den Meistertitel, der jedoch in den Spielzeiten 1945/46 und 1947/48 als Tabellenzweiter hinter Serienmeister IFK Norrköping verpasst wurde. Dennoch blieb er mit der Mannschaft nicht ohne Titel, da in den Jahren 1946 und 1947 weitere Pokalerfolge folgten. Im Frühjahr 1948 verließ er kurzzeitig den Klub, um beim Lokalrivalen IFK Malmö anzuheuern. Im Sommer kehrte er nach elf Spieleinsätzen jedoch zu MFF zurück.
Nilsson hatte sich im Kreis der Nationalmannschaft etabliert und gehörte folglich zum Kader der Landesauswahl bei den Olympischen Spielen 1948. Im Turnierverlauf, der durch einen 3:1-Endspielsieg nach Toren von zweimal Gunnar Gren und Gunnar Nordahl gegen Jugoslawien erfolgreich gekrönt wurde, kam er jedoch nicht zum Einsatz. In der anschließenden Allsvenskan-Spielzeit gewann er mit der um Spieler wie Karl-Erik Palmér und Ingvar Rydell verstärkten Mannschaft seinen zweiten Meistertitel. Im folgenden Jahr verteidigte sie den Titel, indem sie im gesamten Saisonverlauf ohne Niederlage blieb und nur zwei Unentschieden zuließ und saisonübergreifend zwischen dem 15. Mai 1949 und dem 7. Mai 1950 23 Siege in Folge erreichte. Der Klub stellte einen weiteren Rekord auf, da er bis 1951 in 49 aufeinander folgenden Spielen ohne Niederlage blieb.
Nilsson wirkte an letzter Serie nur bis zum Sommer 1950 mit. Als Nationalspieler trat er beim Weltmeisterschaftsturnier 1950 an. Dieses Mal gehörte er zu den von George Raynor, dem Betreuer der von einem Auswahlkomitee berufenen Landesauswahl, eingesetzten Spielern und lief beim Vorrundenspiel gegen Italien sowie in der als Gruppensieger erreichten Endrundenpartie gegen Brasilien auf, die mit einer 1:7-Niederlage endete. Nach dem Spiel zechte er, offensichtlich übereifrig, mit Lennart „Nacka“ Skoglund, was den Mannschaftsleiter Rudolf „Putte“ Kock dazu veranlasste, beide aus dem Kader zu entfernen.
Durch seine internationalen Auftritte hatte sich Nilsson im Ausland bekannt gemacht. Wie viele seiner Landsleute wechselte er daher im Anschluss an die Weltmeisterschaftsendrunde als Fußball-Profi nach Südeuropa, wodurch nach 17 Länderspielen und vier Auswahltoren seine Nationalmannschaftskarriere beendet war, da der Svenska Fotbollförbundet grundsätzlich keine Profis in die Nationalelf berief. Seine erste Station war Genua 1893 in der Serie A. Hier spielte er anderthalb Jahre. Im Sommer 1952 ging er nach Frankreich zu Angers SCO. Auch hier war er anderthalb Jahre aktiv und wechselte im Januar 1954 zu Olympique Marseille. Hier konnte er sich jedoch nicht durchsetzen und verließ den Verein nach einem Jahr, um zu Angers zurückzukehren.
1955 kehrte Nilsson nach Schweden zurück. Einmal als Profi im Ausland tätig gewesen, war er in seinem Heimatland nicht mehr spielberechtigt und beendete im Alter von 33 Jahren seine aktive Laufbahn.

## Erfolge
- Olympiasieger: 1948
- Weltmeisterschaftsdritter: 1950
- Schwedischer Meister: 1944, 1949, 1950
- Schwedischer Pokal: 1944, 1946, 1947